# Aeroportul First Flight
Aeroportul First Flight (IATA: FFA, ICAO: KFFA, FAA LID: FFA) este un aeroport din Comitatul Dare, Carolina de Nord, Carolina de Nord, Statele Unite ale Americii ce deservește zona Kill Devil Hills⁠(d).
Situat la o altitudine de 3 m, aeroportul dispune de 1 pistă.

## Infrastructură

### Piste
Aeroportul dispune de o singură pistă. Pista 03/21 are suprafața de asfalt și dimensiunile 3.000 picioare × 60 picioare. 